# The American Crisis
The American Crisis (in italiano letteralmente "La crisi americana"), o semplicemente The Crisis (in italiano "La crisi"), è una serie di opuscoli scritti dal filosofo e autore illuminista del XVIII secolo Thomas Paine, pubblicati dal 1776 al 1783 durante la Rivoluzione Americana.

## Contenuto
Il primo degli opuscoli fu pubblicato sul The Pennsylvania Journal il 19 dicembre 1776. Paine firmò gli opuscoli con lo pseudonimo di "Common Sense" (Senso Comune).
Gli opuscoli furono contemporanei alle prime fasi della Rivoluzione americana, quando i coloni avevano bisogno di opere motivanti e ispiratrici. La serie The American Crisis fu utilizzata per "alimentare la causa rivoluzionaria". Paine, come molti altri politici e studiosi, sapeva che i coloni non avrebbero sostenuto la guerra d'indipendenza americana senza un motivo valido. Scritti in un linguaggio comprensibile per la gente comune, rappresentavano la filosofia liberale di Paine. L'autore fece anche riferimento a Dio, affermando che una guerra contro la Gran Bretagna sarebbe stata una guerra con il sostegno di Dio. Gli scritti di Paine rafforzarono il morale dei coloni americani, suscitarono la considerazione del popolo britannico per la guerra, chiarirono i problemi in gioco in quel conflitto e denunciarono i sostenitori di una pace negoziata. Il primo volume inizia con la celebre frase
(Incipit dell'opera)